# 硝酸亚铊
硝酸亚铊是一种无机化合物，化学式为TlNO3。存在α、β和γ三种结构。它是一种无色和剧毒的盐。

## 製備
硝酸亞铊可以通过碘化亞铊与硝酸反应來製備。
然而从金属鉈、氢氧化亞鉈或碳酸亞鉈开始更简单：
TlOH + HNO3 = TlNO3 + H2O
Tl2CO3 + 2HNO3 = 2TlNO3 + CO2 + H2O